# Rollierende Planung
Die rollierende Planung (auch Rollende Planung, engl. Rolling Wave Planning) bezeichnet eine periodenorientierte Planungsform, bei der nach bestimmten Zeitintervallen eine bereits erfolgte Planung aktualisiert, konkretisiert und überarbeitet wird. Dabei ist der Detaillierungsgrad solcher Aktivitäten, die in der nahen Zukunft stattzufinden haben, erheblich genauer als die Planungsintensität von Vorhaben späterer Perioden. Sie kommt sowohl im Rahmen des Projektmanagements als auch bei der Produktionsplanung zum Einsatz.

## Beispiel
Zum Zeitpunkt t0 wird eine initiale Planung der ersten sechs Perioden vorgenommen. Zu Beginn der Folgeperiode erfolgt eine Revidierung der vorausgegangenen Planung. Dabei werden die in der Zwischenzeit gewonnenen neuen Daten berücksichtigt. Diese Aktualisierung der ursprünglichen Planung im Rahmen der zweiten Planung bezieht sich ebenfalls auf sechs Perioden, also auf den Zeitraum von t1 bis t7. Analog werden die dritte und alle weiteren Planungen vorgenommen.
|            |            | 3. Planung |    |    |    |    |    |    |
|            | 2. Planung |            |    |    |    |    |    |    |
| 1. Planung |            |            |    |    |    |    |    |    |
| t0         | t1         | t2         | t3 | t4 | t5 | t6 | t7 | t8 |

## Varianten

### Neuaufwurf
Werden bei einem Planungslauf existierende Pläne ignoriert und stattdessen eine von Grund auf neue Planung erstellt, so wird dieser Vorgang als Neuaufwurf bezeichnet.

### Net-change-Prinzip
Werden lediglich solche Kriterien berücksichtigt, die sich im Vergleich zur bereits existierenden Planung verändert haben, liegt das Net-change-Prinzip vor. Dabei können positive und negative Abweichungen ggf. saldiert in die Planung eingehen.

## Kritische Betrachtung

### Vorteile
Die rollierende Planung wird eingesetzt, wenn sich die zu Planungszwecken benötigten Daten, die sich auf die nahe Zukunft beziehen, durch Prognoseverfahren deutlich genauer ermitteln lassen und daher zu besseren Ergebnissen führen. Neben der Reduktion der Planungsunsicherheit ist dadurch in der Regel zugleich der erforderliche Zeit- und Personalaufwand ökonomischer als bei einer Totalplanung.

### Nachteile
Durch eine strikte Einhaltung der starren Planungszeitpunkte wird auf die dynamische Berücksichtigung von wichtigen Ereignissen verzichtet. Hierzu kann bei Produktionsunternehmen beispielsweise der Eingang eines Großauftrags oder der Ausfall einer Engpassmaschine zählen. Problematisch ist darüber hinaus, dass die regelmäßige Planungsänderung zu Akzeptanzproblemen bei den Mitarbeitern und damit verbundenen ablauforganisatorischen Schwierigkeiten führen kann. Dies wiederum kann zur Erhöhung der Durchlaufzeiten und Lagerbestände sowie einer sinkenden Termintreue führen.
Daher kommt die rollierende Planung in strikter Ausprägung eher selten zur Anwendung. Stattdessen wird sie mit dem Konzept der ereignisorientierten Planung kombiniert.